# ワッケーロ
ワッケーロ（huaquero；ワケロとも）はインカ文化やプレ・インカ文化の遺跡に広く見られる盗掘者。

## 概要
ワッケーロは、ペルーなどに点在するモチェ文化、ナスカ文化、チムー王国などの墓を荒らす盗掘者である。彼らは、副葬品を目当てに墓を荒らす訳だが、これらの墓は平地の住居跡にも散在しており、貴金属や装飾品はなおのこと、土器もまた彼らの主要な「売り物」となる。
モチェ文化やナスカ文化はその独特で洗練された土器文化により今日知られているが、こういった遺物は「ワコ」ないし「ワカ」とよばれる。語源は16世紀に同地に進出したスペイン人の征服者らが現地人の言葉で「神聖なもの」を意味するケチュア語の言葉からとったものと伝えられている。この「ワコ」は元々古代の遺跡や遺物のみならずアニミズム的に全ての石にも木にも神聖な力が宿っていると考えられていたが、スペイン人らは古代民族の遺跡だけをワコと認識、それらの遺跡にあった貴金属などを強奪した。こうして「古代の遺物」だけがワコとしてペルー人にも印象付けられていった。
今日よく知られているワッケーロの形態としては、それらプレ・インカの遺跡（墓）を掘り返して土器を売り歩く者がよく知られている。彼らはコカの葉を噛みつつラム酒を飲んで厄払いをしてから墳墓を掘るという。これらの土器もワコと呼ばれ、家庭で神聖視して飾られたり、あるいは都市部のみやげ物屋などで売りに出されたりもしており、これを「発見」した学者が博物館に持ち込むなどの混乱も聞かれる。

### 歴史
16世紀に同地に到達したスペイン人ら（コンキスタドール）は遺跡を乱暴な方法で暴くと、そこから貴金属でできた製品を根こそぎ持ち去ったわけであるが、それは同地域最大のワコであるワカ・デル・ソル(?)にも向けられ、モチェ川を氾濫させるという方法で同建物を壊し、中に収められた金製品や銀製品を持ち去った。こうして略奪者や盗掘者を指してワッケーロと呼ぶようになったとされる。
この当時の略奪者は、得られた金銀の製品を鋳潰して延べ棒にすることしか頭に無く、このとき以来多くのモチェ文化美術が失われたと考えられている。これはかつての中南米の金製品が、実際には金・銀・銅の合金であり、表面処理をして表面だけの金含有率を高くして金色に見せただけの物であり、当時のスペイン人らの価値観では純金製品を模した粗悪な贋作としか思われなかった事も原因である。この失われた美術工芸品の中には、息を吹きかけると飛んでしまうほどに軽い金箔でできた蝶の玩具もあり、5千個ほどみつかったこの繊細な玩具は、1つ辺り1グラムにも満たない金を得るためだけにペルー共和国のラ・ローサ大将により1870年代頃に一つ残らず鋳潰されたことが記録に残されているという。
こういった富に対する執着は征服者たちに留まらず、地域にすむペルー人にも伝播し、古くからの遺跡として地元の住民が守ってきたところも、次第に荒らされることが増えていった模様である。
20世紀初頭にはバタン・グランデ（→シカン文化）近くにあった町に住む農民が守っていたピラミッド群が悪徳医師に騙されたその農民の6人の息子らによって荒らされ、この医師に膨大な量の遺物が（でたらめな）診療の報酬として流れたというスキャンダルも伝えられている。この医師は医療報酬をワコでも受け取ったが、同じ町にいた商売敵の（腕の良い）医師を殺害したほか、ワコを巻き上げるために思いつくまま病名を挙げて住民らを脅し、6人の息子らも診察を信じて治療の報酬に必要だとして請求されるままに膨大な遺物を与えていたという。

### 現代のワコ掘り
20世紀に入っても、前述の土器などを掘り返すワコ掘り（ワッケーロ）は依然として地域の民族文化（民間信仰の一種）として根付いている。彼らはトゥンベスからナスカにわたるペルー沿岸部の大半を占める地域にある「四旬節最後の週に古い墓から掘り出した遺物を1年間家に保管しておくと厄除けになる」という風習にあわせて売り歩くのである。
1901年にドイツの考古学者であるマックス・ウーレーは、ナスカの細長いオアシス周辺の荒地との境界で多くの墳墓郡を発見した。彼はこの墳墓郡を発掘するうちに、鮮やかで特徴的な装飾が施された土器を発見、リマの博物館に「出土地域不明」として収蔵されていた5つの土器とそっくりであったことが判明した。こうしてナスカ土器とミイラを包んでいた美しい織物は広く知られることになる。しかし目ぼしい墳墓はあらかたワッケーロに荒らされており、今日世界中の博物館に収蔵されたナスカ土器のほとんどはワッケーロによって掘り出されたものだとされている。
ただこの盗掘で考古学的に記録を残したり地域的に分類したりという作業は成されるはずも無く、墳墓は荒らされ遺骨は吹き曝し、露天掘りで掘られた墳墓は放置され、遺跡は荒廃の一途をたどっていると言う。また未盗掘の墳墓が減って土器の価格が上がると、今度は精巧な模造品まで出回るようになり、ナスカ土器の鑑定は熟練した考古学者以外には困難なものともなっている。
1957年に泉靖一が現地で民衆の住居家屋の床下に葬られた（当時はこれが一般的な埋葬方法だった）埋葬跡の発掘調査を行った際に、現地の作業員としてケチュア族の男性3人が雇われたが、彼らこそがワッケーロそのもので、前述の通りコカの葉を噛みラム酒で厄払いをしてから作業に入ったと言う。彼らはコカの葉が与える強壮効果が、墓地から湧き出す魔気を払うと信じていた。
なお現代でも一般に根付いたワコ掘りだが、神聖な遺物を見つける者として尊敬する一方で、異常な者たちだと言う認識も持つ。民族文化に根付いているため、これを扱った民謡まである。文化人類学の寺田和夫（1928-1987）訳（岩波新書『インカ帝国』P.69掲載）によれば、ワッケーロの老人が昼間から夜通し方々を土器を求めて掘り歩く様子が（そしてかつては恋人がいたことも）描かれている。

## 参考書籍
- ミロスラフ・スティングル/三輪晴啓訳『古代インカ文明の謎-その先人たちの文化-』,佑学社,1982年 ISBN 484160619X
- 泉靖一『インカ帝国-砂漠と高原の文明-』岩波新書D62,1959年 ASIN B000JARMKM